# Лаццарони (научное объединение)
Научные лаццарони — неформальное объединение крупных американских ученых середины XIX века, базировавшихся в Кембридже и Вашингтоне, в которое входили палеонтолог Луи Агассиц, математик Бенджамин Пирс, инженер Александр Бейч, глава американской береговой службы, Джозеф Генри, секретарь Смитсоновского института, астроном Бенджамин Гулд, геолог Джеймс Дана, химик Уолкотт Гиббс. Называли себя «лаццарони» (итал. попрошайки), поскольку одной из их основных целей был поиск новых источников финансирования для зарождающейся профессиональной науки.
Члены группы координировали свою деятельность, периодически собираясь на совместные обеды. Достигли пика влияния в первые годы после окончания Гражданской войны в США. Добивались увеличения государственной поддержки науки, стояли за основанием Обсерватории Дадли и созданием Национальной академии наук США. Влияли на академическую политику в Гарвардском университете и других образовательных центрах.
В качестве зарубежных аналогов «научных лаццарони» обычно рассматриваются английский Икс-клуб и французское Аркейское общество (Society of Arcueil).